# Nagyhegy (Szatmár megye)
Nagyhegy (románul: Orașu Nou-Vii) falu Romániában, Szatmár megyében.